# Little cloud
『little cloud』（リトル クラウド）は、日本のバンドSOPHIAの4枚目のシングルである。1997年2月19日発売。発売元はトイズファクトリー。

## 概要
- 前作『Believe』から3か月での発売で、1997年最初のシングルである。
- 初のテレビ番組タイアップとなった。
  - ヴォーカルの松岡充はNHK、TBS、フジテレビ、テレビ朝日といったテレビ局を回り、テレビ番組の主題歌に流してほしいとテレビ局、テレビ番組のスタッフに交渉した結果、どれも断られた。残りのテレビ局となる日本テレビでお願いしたところ、当時日曜日の夕方に放送し、現在木曜20時枠で放送の「ぐるぐるナインティナイン」のエンディングテーマに採用された。
- ジャケットは、発表時のアーティスト写真と同じ。

## 収録曲
1. little cloud
作詞・作曲：松岡充、編曲：SOPHIA
2. My only season
作詞：松岡充、作曲：都啓一、編曲：SOPHIA
3. little cloud カラオケ

## 楽曲の収録アルバム

### little cloud
- オリジナル『little circus』（1998年）
- ライブ『1999』（2000年）
- ベスト『THE SHORT HAND〜SINGLES COLLECTION〜』（2001年）
- ベスト『10th ANNIVERSARY BEST』（2005年）
- ボックスセット『ALL 1995〜2010』（2011年）
- ベスト『ALL SINGLES「A」』（2011年）

### My only season
- ベスト『10th ANNIVERSARY BEST』（2005年）

## タイアップ
- little cloud：日本テレビ系『ぐるぐるナインティナイン』エンディングテーマ